# Nuoto ai Giochi della XXXI Olimpiade - 800 metri stile libero femminili
La gara dei 800 metri stile libero femminili dei Giochi della XXXI Olimpiade si è svolta l'11 e il 12 agosto 2016.

## Record
Prima della competizione, i record olimpici e mondiali erano i seguenti:
| Record mondiale | 8'06"68 | Katie Ledecky Stati Uniti     | 17 gennaio 2016 Austin, Stati Uniti |
| Record olimpico | 8'14"10 | Rebecca Adlington Regno Unito | 16 agosto 2008 Pechino, Cina        |

Durante l'evento sono stati migliorati i seguenti record:
| Data      | Evento   | Atleta        | Nazione     | Tempo   | Record          |
| --------- | -------- | ------------- | ----------- | ------- | --------------- |
| 11 agosto | Batteria | Katie Ledecky | Stati Uniti | 8'12"86 | Record olimpico |
| 12 agosto | Finale   | Katie Ledecky | Stati Uniti | 8'04"79 | Record mondiale |

## Risultati

### Batterie
| Posizione | Batteria | Corsia | Atleta                | Nazionalità    | Tempo   | Note |
| --------- | -------- | ------ | --------------------- | -------------- | ------- | ---- |
| 1         | 4        | 4      | Katie Ledecky         | Stati Uniti    | 8:12.86 | Q,   |
| 2         | 4        | 6      | Boglárka Kapás        | Ungheria       | 8:19.43 | Q    |
| 3         | 4        | 5      | Jazmin Carlin         | Gran Bretagna  | 8:19.67 | Q    |
| 4         | 4        | 3      | Leah Smith            | Stati Uniti    | 8:21.43 | Q    |
| 5         | 3        | 3      | Lotte Friis           | Danimarca      | 8:22.54 | Q    |
| 6         | 3        | 5      | Jessica Ashwood       | Australia      | 8:22.57 | Q    |
| 7         | 4        | 2      | Sarah Köhler          | Germania       | 8:24.65 | Q    |
| 8         | 2        | 4      | Mireia Belmonte       | Spagna         | 8:25.55 | Q    |
| 9         | 3        | 4      | Lauren Boyle          | Nuova Zelanda  | 8:25.84 |      |
| 10        | 3        | 6      | Brittany MacLean      | Canada         | 8:26.43 |      |
| 11        | 4        | 8      | Hou Yawen             | Cina           | 8:30.59 |      |
| 12        | 2        | 2      | Andreína Pinto        | Venezuela      | 8:30.92 |      |
| 13        | 4        | 1      | Tjaša Oder            | Slovenia       | 8:33.14 |      |
| 14        | 1        | 5      | Éva Risztov           | Ungheria       | 8:33.36 |      |
| 15        | 2        | 6      | Camilla Hattersley    | Gran Bretagna  | 8:33.65 |      |
| 16        | 2        | 7      | Emma Robinson         | Nuova Zelanda  | 8:33.73 |      |
| 17        | 2        | 3      | Kristel Köbrich       | Cile           | 8:34.34 |      |
| 18        | 3        | 2      | Zhang Yuhan           | Cina           | 8:35.32 |      |
| 19        | 3        | 1      | María Vilas Vidal     | Spagna         | 8:36.43 |      |
| 20        | 3        | 8      | Tamsin Cook           | Australia      | 8:36.62 |      |
| 21        | 1        | 2      | Julia Hassler         | Liechtenstein  | 8:38.19 |      |
| 22        | 1        | 4      | Valerie Gruest        | Guatemala      | 8:39.80 |      |
| 23        | 2        | 8      | Joanna Evans          | Bahamas        | 8:42.93 |      |
| 24        | 1        | 6      | Tamila Holub          | Portogallo     | 8:45.36 |      |
| 25        | 2        | 5      | Leonie Beck           | Germania       | 8:47.47 |      |
| 26        | 1        | 3      | Arina Openysheva      | Russia         | 8:48.89 |      |
| 27        | 1        | 7      | Talita Te Flan        | Costa d'Avorio | 9:07.21 |      |
|           | 3        | 7      | Anja Klinar           | Slovenia       | DNS     |      |
|           | 2        | 1      | Martina De Memme      | Italia         | DNS     |      |
|           | 4        | 7      | Sharon van Rouwendaal | Paesi Bassi    | DNS     |      |

### Finale
| Posizione | Corsia | Atleta          | Nazionalità   | Tempo   | Note            |
| --------- | ------ | --------------- | ------------- | ------- | --------------- |
| Oro       | 4      | Katie Ledecky   | Stati Uniti   | 8:04.79 | Record mondiale |
| Argento   | 3      | Jazmin Carlin   | Gran Bretagna | 8:16.17 |                 |
| Bronzo    | 5      | Boglárka Kapás  | Ungheria      | 8:16.37 |                 |
| 4         | 8      | Mireia Belmonte | Spagna        | 8:18.55 |                 |
| 5         | 7      | Jessica Ashwood | Australia     | 8:20.32 |                 |
| 6         | 6      | Leah Smith      | Stati Uniti   | 8:20.95 |                 |
| 7         | 2      | Lotte Friis     | Danimarca     | 8:24.50 |                 |
| 8         | 1      | Sarah Köhler    | Germania      | 8:27.75 |                 |